# Frankrike i olympiska sommarspelen 1964
Frankrike deltog med 138 deltagare vid de olympiska sommarspelen 1964 i Tokyo. Totalt vann de en guldmedalj, åtta silvermedaljer och sex bronsmedaljer.

## Medaljer

### Guld
- Pierre Jonquères d’Oriola - Ridsport, hoppning.

### Silver
- Pierre Jonquères d’Oriola, Janou Lefèbvre och Guy Lefrant - Ridsport, hoppning.
- Joseph Gonzales - Boxning, lätt mellanvikt.
- Maryvonne Dupureur - Friidrott, 800 meter.
- Jean Claude Magnan - Fäktning, florett.
- Claude Arabo - Fäktning, sabel.
- Kiki Caron - Simning, 100 m ryggsim.
- Jean Boudehen och Michel Chapuis - Kanotsport, C-2 1000 meter.
- Jacques Morel, Georges Morel och Jean-Claude Darouy - Rodd, tvåa med styrman.

### Brons
- Pierre Trentin - Cykling, tempolopp.
- Daniel Morelon - Cykling, sprint.
- Paul Genevay, Bernard Laidebeur, Claude Piquemal och Jocelyn Delecour - Friidrott, 4 x 100 meter stafett.
- Daniel Revenu - Fäktning, florett.
- Claude Bourquard, Claude Brodin, Jacques Brodin, Yves Dreyfus och Jack Guittet - Fäktning, värja lag.
- Jacky Courtillat, Jean-Claude Magnan, Christian Noël, Daniel Revenu och Pierre Rodocanachi - Fäktning, florett lag.